# Sudden Motion Sensor
Sudden Motion Sensor è una tecnologia di protezione dati introdotta dalla Apple nei PowerBook e iBook, rispettivamente del 1º gennaio 2005 e del 26 luglio 2005.
Questa tecnologia controlla l'orientamento del portatile e rileva improvvisi cambiamenti di velocità. I portatili sono progettati per usare questa tecnologia, in modo da evitare danni all'hard disk causati da forti vibrazioni o movimenti, come una caduta. Questa tecnologia è anche stata introdotta nel MacBook Pro e nel MacBook.
Quando il sensore percepisce un movimento brusco, le testine del disco rigido si separano dai piatti, in modo da prevenire o minimizzare ogni perdita di dati causata da un danno del disco rigido. Quando i sensori rilevano che la posizione e l'orientamento si sono stabilizzati, le testine si sbloccano.
Siccome questa tecnologia può stabilire l'angolo di inclinazione del portatile e la sua velocità di inclinazione, degli hack permettono di usare questa tecnologia come periferica di input, dove l'output può essere utilizzato in applicazioni sensibili alla rotazione verticale. Per esempio si può usare questa tecnologia in modo che le finestre del portatile vengano visualizzate sempre diritte all'utente, anche se esso è sottosopra.
IBM ha implementato un sistema simile, conosciuto come Active Protection System, su alcuni ThinkPad, partendo dalla fine del 2003.